# 大阪市立九条南小学校
大阪市立九条南小学校（おおさかしりつ くじょうみなみしょうがっこう）は、大阪府大阪市西区九条南2丁目にある公立小学校。
校区内にねじ加工・販売の工場・商店が多数立地している条件を生かし、地域のねじ工場・商店を訪問してねじの歴史や製法などを学習する取り組みをおこなっている。

## 沿革

### 略歴
西区九条地区で2番目の小学校、大阪市九條第二尋常高等小学校として1902年に設置された。九条地区では当時、同一校区内で男子小学校と女子小学校を別個に設置する方針をとったことにより、九條第二校は女子小学校として開校した。なお九條第二校の開校に伴い、従来の九條尋常高等小学校（現在の大阪市立九条東小学校）は男子校となり、九條第一尋常高等小学校へと改称している。
さらに1906年には、女子小学校の九條第三尋常高等小学校を分離した。
1930年には周辺校と校区を調整して男女共学となった。さらに同年には高等科を廃止し、大阪市九條第二尋常小学校へ改称している。
1941年には国民学校令により、大阪市九條南国民学校に改称した。1944年以降学童疎開が実施されることになり、九條南国民学校の児童は島根県簸川郡桧山村・久多美村（いずれも現在の出雲市）に疎開することになった。
1945年3月13日深夜から翌3月14日未明の第一次大阪大空襲では、校舎を焼失する被害を受け、また校区にも大きな被害を受けた。
1947年の学制改革により、現在の校名・大阪市立九条南小学校に改称している。

### 年表
出典：
- 1902年4月12日 - 大阪市九條第二尋常高等小学校として創立。当初は女子校。
- 1906年 - 大阪市九條第三尋常高等小学校を分離。
- 1930年4月 - 高等科を廃止。大阪市九條第二尋常小学校と改称し、男女共学とする。
- 1934年9月21日 - 室戸台風で被災し、校舎が損壊。
- 1941年 - 国民学校令により、大阪市九條南国民学校と改称。
- 1944年 - 島根県簸川郡に学童集団疎開。
- 1945年 - 大阪大空襲で被災し、校舎を焼失。
- 1947年 - 学制改革により、大阪市立九条南小学校と改称。
- 2002年11月30日 - 創立100周年記念行事の挙行[5]。
- 2005年 - 大阪市教育委員会から「個性が輝く学校づくり推進事業」として、国語科の研究校に指定される。

## 通学区域
- 大阪市西区[6]
  - 九条1丁目（25～29番）、九条南1-2丁目、境川1丁目、千代崎2丁目（22番〈11号の一部・12～19号・20号の一部〉・23～25番）

卒業生は大阪市立西中学校へ進学する。

## 交通
- Osaka Metro中央線 九条駅 南西へ約250m